# Idioma náhuat
El náhuat (autoglotónimo: nawat) o pipil es la lengua indígena hablada originalmente por pueblos nahuas asentados en El Salvador y Nicaragua, denominados comúnmente como pipiles en El Salvador y los nicarao en Nicaragua. Esta lengua está relacionada con las variantes orientales del náhuatl, habladas en el sureste del actual territorio de México. Sus hablantes y los salvadoreños se refieren generalmente a la lengua como náhuat, y está considerada como una lengua amenazada, pero hay proyectos para conservarla y revitalizarla.
La Real Academia Española establece a la palabra pipil como el término correcto para denominar a esta etnia e idioma en la lengua española; asimismo, los términos pipil y nicarao, son utilizados por la comunidad de estudiantes internacionales, para principalmente distinguir a las lenguas nahuas de Centroamérica (principalmente de lo que hoy es El Salvador y Nicaragua respectivamente) de las lenguas nahuas de México. En este artículo, el término náhuat será utilizado a menudo siempre que no haya riesgo de ambigüedad.
Los hablantes de esta lengua llegarían a Centroamérica en varias oleadas migratorias entre los siglos IX y XIII, sobre todo es la última de ellas la que se considera el origen de la cultura habida en la zona a la llegada de los españoles. A partir de la conquista se empezaría a denominar a los hablantes de la lengua en general como pipil; y como nicarao o pipil corrupto a los grupos nahuas de Nicaragua y Costa Rica; otro término que es el de «lengua mexicana corrupta» sería ocupado en primera instancia para designar a las variantes de náhuatl que había en Centroamérica.

## Historia

### Época prehispánica

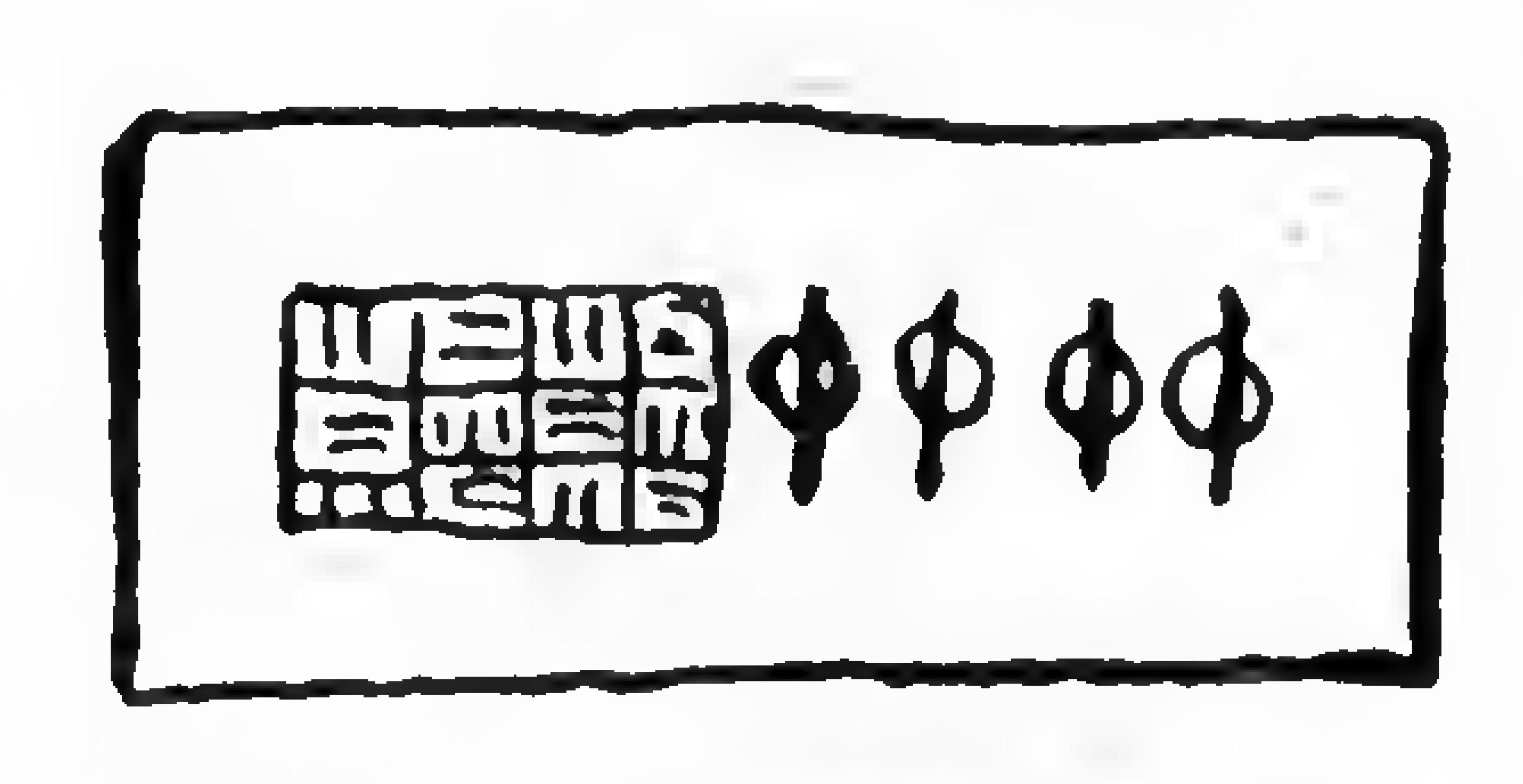
Muestra de escritura pipil que dice 4 zontes de mantas, en el sistema vigesimal prehispánico, 1 zonte significaba 400, por lo que en la imagen hay 1600 mantas (en náhuat contemporáneo "se tzunti" significa 100); esa imagen procedería de un manuscrito de Sonsonate que fue documentado en la Recordación Florida, escrita por Francisco Antonio de Fuentes y Guzmán en 1690.

#### Posclásico temprano y primeras migraciones nahuas
Hacia el 900 d. C., al comienzo del período posclásico temprano, empezarían las primeras migraciones de náhuablantes hacia la actual Centroamérica que se asentarían en sitios como Chalchuapa o que fundarían poblaciones como Cihuatán.
Estos sitios del posclásico temprano (900-1200 d. C.) cuentan con características que difieren de los del siguiente período (el posclásico tardío, 1200-1524 d. C.) tanto en cerámica como arquitectura. Como puede verse en Cihuatán, el cual tiene una arquitectura que es claramente urbana (por lo que se lo puede definir como una ciudad), a la vez que difiere a la de los centros pipiles del posclásico tardío, ya que su patrón arquitectónico es más semejante, aunque en menor escala, a la de las ciudades del centro de México hablantes de náhuatl en la época de la conquista (como Tenochtitlan o Tlaxcala); como puede verse en su tecpán o palacio, descubierto en 2004, cuya distribución de cuartos se asemeja a los del palacio de Moctezuma Xocoyotzin (tal y como lo muestra una imagen del Códice de Mendoza), y que tenía almenas huecas grandes (con forma escalonada coronada por un pico) en el borde de un techo plano similares a las descritas para el palacio de Xicoténcatl (en Tizatlan, Señorío de Tlaxcala); por lo que según el arqueólogo Paul Amaroli, esta ciudad y demás sitios contemporáneos se trata de una migración desde México que no fue exitosa, y que luego fue sucedido por una segunda migración mexicana distinta, la de los pipiles.

#### Posclásico tardío, migración y formación de los señoríos pipiles

Entidades políticas que existían en Centroamérica en el antes de la llegada de los españoles.

En el siglo XIII, Cihuatán y demás sitios relacionados serían destruidos y quemados, mientras que otros sitios como Tazumal serían abandonados. A su vez, se daría la última migración de nahuablantes, específicamente la de los nonoalcas, quienes crearían la cultura que tras la conquista sería denominada como pipiles (o nicaraos en la actual Nicaragua y Costa Rica), y que con el tiempo formarían varios señoríos, como los de: Isquintepeque y Mita en Guatemala; Cuzcatlán en El Salvador; y Tezoatega, Cuaucapolca, Cacahuatan, Masatepec, Teguantepec, Chinantlan, y Jinotepec en Nicaragua.
También podría haber presencia de hablantes de náhuat y quizás gobernantes en: los señoríos de Naco-Guaimura y Papayeca-Chapagua, y en zonas del departamento de Choluteca y el surponiente de Honduras; en el señorío de Mistega, y en la orilla oriental del lago de Nicaragua; y en Bagaces (provincia de Guanacaste) en Costa Rica.
También es posible que hubiesen hablantes de náhuat en Panamá, según el lingüista Lyle Campbell, basado principalmente en lo mencionado por Doris Stone en 1949 con respecto a una población denominada como Zeguas o Siguas, que habitaban en el valle de Talamanca (entre la frontera de Costa Rica y Panamá) que fueron mencionados por el conquistador Juan Vásquez de Coronado en 1569; sin embargo, dicho conquistador refiere que dicha población se consideraba chichimeca, lo que supondría que más bien serían hablantes de náhuatl. Igualmente otras poblaciones nahuas referidas en esa país, como los Chuchures en la zona de Nombre de Dios, mencionados por Pascual de Andagoya y que llegaron en canoas desde Honduras o Nicaragua antes de la llegada de los españoles, tendrían más bien su origen en los pochtecas (comerciantes) mexicas enviados por el Huey Tlahtoani de Tenochtitlan Moctezuma Xocoyotzin o en otros grupos de habla náhuatl; estos pochtecas también fundaron colonias mercantes en el este de Honduras y en la desembocadura del río San Juan (entre Nicaragua y Costa Rica), región que fue conocida como la Taguzgalpa o la Tologalpa), habiendo todavía descendientes de ellos al noreste del departamento de Olancho, Honduras. Sobre este envío de pochtecas y las colonias que fundaron refieren cronistas como Antonio Vázquez de Espinosa y Fray Juan de Torquemada; este último, menciona en su obra la Monarquía Indiana, acerca de una población que vivía en el desaguadero del río San Juan (en la costa sureste de Nicaragua) menciona que: «ellos hablaban la lengua mexicana, no tan corrupta como los pipiles». Asimismo, Antonio Vázquez de Espinosa, en obra Compendio y descripción de las Indias Occidentales, menciona que: «Y estando estos embajadores del Mexicano en estas provincias tuvieron nueva de la venida de los Españoles, y de como auian vencido a su Rey, y ganado la fuerte ciudad de México, y toda la tierra. Con estas nuevas se quedaron en estas ricas provincias y las an sustentado, y conservado en buen Gobierno en aumento».
Fuera de los pochtecas mexicas y de otros grupos de habla náhuatl, en la Centroamérica prehispánica también habrían hablantes de variantes de náhuatl, como lo muestran los documentos coloniales tempranos de o dirigido a los pueblos nahuas de Centroamérica (incluyendo El Salvador y Nicaragua); donde de los 66 documentos nahuas que se han encontrado ninguno está en náhuat sino en una variante de náhuatl, que investigadores como Sergio Romero y Margarita Cossich Vielman denominan como Náhuatl Centroamericano, y que habría sido una lengua franca principalmente en la costa pacífica centroamericana. Esta variante del náhuatl habría sido hablada comúnmente al oriente de Guatemala y probablemente también lo hiciese en otras zonas de Centroamérica (principalmente entre la nobleza, ya que es de ellos de quienes procede los documentos coloniales; sobre esto, es de mencionar que en un informe de Fray Francisco de Zuaza, datado el 8 de junio de 1689, al hablar sobre el monasterio seráfico en San Salvador, menciona que: «tiene a su cargo... una doctrina de indios mexicanos pipiles, que es como si dijéramos la lengua mexicana plebeya»). Esta lengua, difiere completamente del náhuat al no presentar ninguno de sus rasgos característicos y por ende no es una variante de ese idioma sino del náhuatl occidental, y aunque se parece al náhuatl central de México tiene características cuya particular combinación lo hacen único y distinto a las variedades mexicanas, lo cual supone que habría llegado a Centroamérica siglos antes de la llegada de los españoles. Posiblemente, según Sergio Romero, este sería el idioma al que los españoles denominaron en un principio como mexicano corrupto (ya que el náhuat es un idioma distinto al náhuatl y por tanto intelegible), quedando al final junto con el náhuat bajo la denominación de pipil.
Cada una de las entidades políticas mesoamericanas en la actual Centroamérica para este período, incluyendo la de los hablantes de náhuat, estaba constituida por el mismo sistema celular, en el que cada unidad que lo conformaba (llamadas de menor a mayor en náhuatl calpulli, altépetl o tlahtocayotl) tenían su propia autonomía, pudiendo tener sus propios rasgos lingüísticos, culturales, y de relaciones comerciales. La unidad central de ese sistema, el altépetl, estaba dividido en parcialidades llamadas en Centroamérica como calpules o chinamit, cada una de ellas tenía en su centro una plaza alrededor de la cual había estructuras por lo generalmente alargadas pertenecientes a uno de los linajes de ese calpulli. Cada uno de los linajes podía tener un origen distinto; así, según Van Akkeren los chinamit de los mayas del altiplano guatemalteco (quichés, cakchiqueles, tzutujiles) estaban conformada por linajes propios de esa zona, linajes provenientes del norte de Guatemala, y linajes nahuas provenientes de la costa pacífica de Guatemala o de México (hablantes de náhuat algunos o de náhuatl otros) que se habrían mayanizado; esa misma situación podría replicarse, con su propia características, en otras zonas de la Centroamérica mesoamericana.

### Época colonial

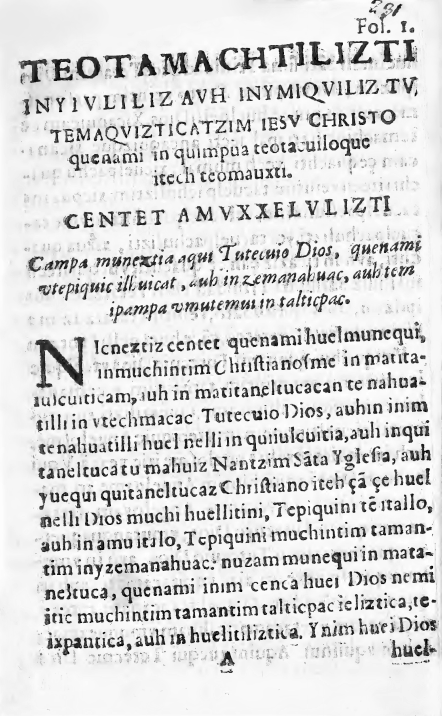
Primer capítulo del Tratado de la vida y muerte de nuestro Señor Jesu Christo.

A partir del siglo XVI los conquistadores españoles, llegarían a esta región, y ocuparían el término pipil para designar a los hablantes de náhuat. Sobre esto, las hipótesis tienden a plantear que es un término proveniente del náhuatl dado por los tlaxcaltecas y otros pueblos del mismo tronco lingüístico de México que estaban aliados con Pedro de Alvarado. Una hipótesis, mencionada por primera vez por Francisco Antonio de Fuentes y Guzmán (en el tomo I libro 3 capítulo 2 de la Recordación Florida en 1690), Francisco Vásquez (en 1714) y Domingo Juarros (a inicios del siglo XIX), considera que tal denominación proviene de Pipiltoton, que significa «niño, muchacho u hombrecito», qué sería dado a las poblaciones, que había en El Salvador y Guatemala, debido a que sus hablantes habían perdido /tl/ a favor de la /t/; sin embargo dicha hipótesis no se sustenta si se tienen en cuenta crónicas indígenas mexicanas y documentos del siglo XVI e inicios del XVII, como se verá más adelante. Otra hipótesis la proponen investigadores como el historiador Jorge Lardé y Larín o el arqueólogo William Fowler, que señalan que el término pipil podría provenir del náhuatl pipiltin que se traduce como "noble", por lo que considera que los conquistadores españoles y sus auxiliares indígenas tlaxcaltecas usarían el nombre como referencia a la élite de la población; sobre esto último es de mencionar que en los documentos coloniales, los nobles indígenas de las actuales Guatemala y El Salvador ocupaban la palabra pipiltin con el significado de noble. Sin embargo, es de mencionar que en los propios documentos indígenas de México como las Relaciones (escritas a principios del siglo XVII) del cronista acolhua de Texcoco Fernando de Alva Ixtlilxóchitl o el anónimo Historia de los mexicanos por sus pinturas (de la década de 1530), no denominan a las distintas poblaciones nahuas en Centroamérica con la palabra pipil, sino que refieren a ellos únicamente como descendientes de los toltecas.
Otro nombre que aparece en las fuentes es el de «Mexicano corrupto», que como se mencionó en primera instancia sería usado para designar a las variantes de náhuatl hablado en Centroamérica (el náhuatl centroamericano) que era usado como lengua franca en la Centroamérica prehispánica; por otro lado a los hablantes de nahuat de la actual Nicaragua y Costa Rica se les denominaría nicarao (por el último gobernante del Señorío de Quauhcalpoca) o pipil corrupto; como puede verse en la Descripción de la Provincia de Guatemala de Diego García de Palacio de 1576.
Junto con los españoles, algunos de los pueblos hablantes de náhuatl que los acompañaban terminarían asentándose en Centroamérica, fundando poblaciones, que en el caso de El Salvador serían: Aculhuaca (donde se asentaron acolhuas de la orilla oriental del lago Texcoco), Texincal (poblado por varios indígenas del lago Texcoco; ambas hoy parte de Ciudad Delgado), Mejicanos (fundada principalmente por tlaxcaltecas y mexicas; además del cual habrían poblaciones de igual nombre cerca de Sonsonate, hoy barrio de Mexicanos, y de San Miguel, hoy parte de Santa María).
Durante el virreinato, en el Reino de Guatemala se usaría el náhuatl centroamericano para escribir los distintos documentos relacionados con los hablantes de náhuat (como puede verse en el título de Santa María Ixhuatan, procedente del pueblo homónimo en el actual departamento guatemalteco de Santa Rosa); que como se dijo anteriormente, de un total de 66 documentos nahuas de la época colonial procedentes de toda Centroamérica (incluyendo El Salvador y Nicaragua), que Óscar Romero y Margarita Vielman encontraron, ninguno estaba en náhuat, sino que estaban escritos con esta lengua y con el náhuatl central de México. En el náhuatl centroamericano se decía «tl» donde en náhuatl clásico había «t» y reemplazaba la «tla» clásica por «ta». Por ejemplo, «tetahtzin» se convertía en «tetlahtzin», «titechnamiqui» se convertía en «tlitechnamiqui» y «tlalli» se convertía en «talli»; además, se tendía a convertir la «u» en «o». Las Memorias en lengua náhuatl enviadas a Felipe II por indígenas del valle de Guatemala hacia 1572 son los ejemplos más extensos atestiguados del náhuatl centroamericano. Entre los documentos destacados en náhuatl centroamericano, se encuentran el Arte de la lengua vulgar mexicana de Guatemala (que se trata de una gramática anónima procedente de Escuintla), y el Tratado de la vida y muerte de nuestro Señor Jesu Christo, en lengua vulgar Mexicana de Guatemala; dichos documentos distinguen entre tres distintas lenguas nahuas: el náhuat (que denominan como pipil), la lengua vulgar (el náhuatl centroamericano, que los indígenas ocupaban para comunicarse con los sacerdotes y demás españoles) y la lengua reverencial (el náhuatl mexicano, hablado por los descendientes de los indígenas del actual México que acompañaron a los conquistadores y que se asentaron en poblaciones como Mejicanos).
Hubo muchos esfuerzos para evangelizar a la población pipil con textos en náhuatl clásico (la variedad de náhuatl que era hablada y escrita por los habitantes del Virreinato de la Nueva España y que tenía el estatus de lengua oficial); sin embargo, los frailes dominicos se dieron cuenta de que el náhuatl clásico no podía ser utilizado para enseñar la religión porque no era entendido por los hablantes de náhuat. Por lo que en su lugar se utilizaría el náhuatl centroamericano, por lo menos hasta que los indígenas supiesen hablar español con normalidad; siendo sobre todo las élites indígenas, que al ser más allegados a los españoles irían paulatinamente adoptando la lengua castellana como su idioma. Por ende no hubo ninguna gramática de la propia lengua náhuat durante la época colonial; a pesar de lo cual, el idioma sobreviviría gracias a que los indígenas en las zonas rurales mantendrían su lengua.
Para 1772, según informa el arzobispo de Guatemala Pedro Cortés y Larraz (en su obra titulada Descripción Geográfico-Moral de la diócesis de Goathemala) y los testimonios de los curas ante la visita del arzobispo, el náhuat aún se hablaba en 64 pueblos (y en algunos valles, cantones o caseríos, de esas poblaciones) repartidos en los curatos (conformados por una población cabecera de la parroquia y otros pueblos anexos) de: Ahuachapán, Apaneca, Ateos, Caluco, Guaymoco, Sonsonate, Izalco, Nahuizalco (todos ellos en la alcaldía mayor de Sonsonate), Santa Ana, Opico, Santo Tomás Texacuangos, San Salvador, Tonacatepeque, San Jacinto, Olocuilta, Cojutepeque, San Pedro Masahuat, Santiago Nonualco y Zacatecoluca (todas ellas, incluyendo los pueblos anexos del curato de Guaymoco, en la alcaldía mayor de San Salvador); habiendo un total de 56 292 hablantes. Mientras que el náhuatl era hablado en el curato de Mejicanos (conformado por las poblaciones de Mejicanos, Aculhuaca, San Sebastián Texincal (estas dos ahora parte de Ciudad Delgado), y Ayutuxtepeque) que formaba parte de la alcaldía mayor de San Salvador; contando con un total de 4051 hablantes.

### Edad Contemporánea
Las primeras publicaciones científicas sobre la lengua se darían a partir de mediados del siglo XIX. En 1853 el diplomático e investigador estadounidense Ephraim George Squier recopilaría un pequeño léxico de la variante de idioma náhuat de Izalco y de la Costa del Bálsamo (específicamente de la variante de Chiltiupán), que después publicaría en su libro de 1855 Notes on Central America, y más tarde es su libro de 1858 The State of Central America compararía dichos léxicos con el náhuatl mexicano. En 1854 el viajero e investigador austriaco Karl von Scherzer recogería un glosario de 131 palabras de Izalco.
A partir de 1886 el investigador originario de Guacotecti Juan José Laínez haría publicaciones sobre la lengua en diversos periódicos y revistas de la época; en «Repertorio Salvadoreño» realizaría una publicación titulada «Ligeros apuntes» donde incluiría un glosario de la variante de Talnique con 126 palabras. Otro glosario de la variante de Talnique, con 13 palabras, sería realizado por el doctor alemán Herman Rodolfo Prowe a fines del siglo XIX; igualmente, a fines de ese siglo, Julián de los Reyes publicaría un glosario, con 76 palabras, de la variante de Jayaque.
En 1894, el doctor vicentino Darío González en su libro «Estudio Histórico y Geográfico de la República de El Salvador» publicaría un glosario de Izalco con 125 palabras, en el que especificaría que: «se habla Náhuat, con pequeñas diferencias de un pueblo a otro, en Izalco, Nahuizalco, Salcoatitán, Cuisnahuat, Ishuatán y demás pueblos de la Costa del Bálsamo en el departamento de La Libertad, hasta Panchimalco en el departamento de San Salvador».
En 1909 el doctor alemán Walter Lehmann recopilaría un glosario del náhuat de Izalco que incluiría en su libro de 1920 Die Sprachen Zentral-Amerika haciendo un exhaustivo estudio de la lengua. Asimismo en 1909, el indígena izalqueño Inés Másin elaboraría un vocabulario titulado Vocabulario Pipil Castellano de la lengua indíjena de Izalco con 236 palabras y frases. También en la primera década del siglo XX, G. Piérzon escribiría un brevísimo glosario titulado Palabras o frases del Náhuat o Pipil como se habla en Izalco.
En 1924, el maestro panameño Próspero Arauz publicaría su libro El pipil de la región de los Itzalcos, que sería un texto para el aprendizaje y una interpretación de las toponimias que fue basado en la variante de Nahuizalco; dicho libro sería editado y se le añadirían acotaciones lingüísticas por Pedro Geoffroy Rivas.
En 1932 se produjo el levantamiento campesino en la zona de los departamentos de Ahuachapán y Sonsonate, que fue reprimido militarmente por el gobierno del general Maximiliano Hernández Martínez, provocando la muerte, según estimaciones, de 25 000 a 32 000 indígenas. Este genocidio indígena provocó que muchos abandonaran su lengua y tradiciones, ya que la represión posterior llevó a muchos a ocultar su lengua e identidad cultural. Desde entonces, el idioma náhuat ha perdido hablantes, principalmente por la creencia popular de «prohibición de la lengua» desde la matanza o masacre de 1932.
En 1935 el investigador alemán Leonhard Schultze Jenna publicaría las narraciones orales en náhuat, que le fueron contados por el exalcalde del común de Izalco Inés Másin y otros indígenas de esa localidad en 1930, en su libro Mitos y leyendas de los pipiles de Izalco, donde además haría un análisis gramatical preliminar. Este libro es considerado de suma importancia ya que es un compendio de costumbres, recuerdos, creencias y conocimientos nahuas contado por los propios indígenas en su idioma nativo. Dicho libro sería publicado primeramente en alemán; y no sería traducido al español hasta 1977 (el texto) y 1982 (el vocabulario y la gramática), que sería realizada por Gloria Menjívar Rieken y Armida Parada Fortín; en el año 2010, Rafael Lara Martínez haría una nueva traducción e interpretación.
Entre las trabajos y autores dedicados al estudio lingüístico del idioma en el siglo XX, y posteriores a 1932, encontramos en el año 1935 a Alfonso Rochac con su publicación Todo lo que al viajero puede ofrecer Izalco. El paisaje, los baños, las frutas, la volcán, los indios, la lengua pipil donde incluyó un glosario con 138 palabras y oraciones; poco después, en 1937 a Tomás Fidias Jiménez quién haría un esbozo gramatical y propondría una lista de topónimos en su obra titulada Idioma pipil, o náhuat de Cuzcatlán o Tunalan, hoy República de El Salvador en la América Central. En 1953, el misionero bautista estadounidense Juan G. Todd escribiría un libro titulado Notas del Nahuat de Nahuizalco que comprende una parte de gramática y otra de vocabulario. Posteriormente, en 1969 Pedro Geoffroy Rivas sistematizaría el trabajo de Próspero Arauz en su obra El nawat de Cuscatlán: apuntes para una gramática tentativa. Sin embargo, el mejor estudio gramatical de la lengua sería publicado por Lyle Campbell en 1985 y titulado The pipil language of El Salvador, donde el autor haría un análisis fonológico, morfológico y sintáctico del idioma y ofrecería un diccionario trilingüe (español-náhuat-inglés). Más adelante, más estudios serían realizados por personas como Jorge Lemus, Judith Maxwell, Antonio Arocha, entre otros.
Para el siglo XXI, el náhuat es utilizado raramente y solamente por algunos hablantes mayores de los departamentos de Sonsonate y Ahuachapán. Cuisnahuat y Santo Domingo de Guzmán tienen la concentración más alta de hablantes. La estimación de Campbell en 1985 (trabajo en el terreno 1970-1976) era de 200 hablantes; aunque tantos como 2000 hablantes se han registrado en informes mexicanos oficiales. Gordon (2005) divulga solamente 20 hablantes (a partir de 1987). El número exacto de hablantes es difícil de determinarse porque los nativos no desean ser identificados debido al conflicto local, tal como la matanza de 1932. Las variedades del náhuat en Guatemala, Nicaragua y entre otros países ahora están extintas.
Como una lengua en peligro, el pipil está amenazado con la posibilidad de extinción dentro de los años próximos a menos que las medidas se tomen rápidamente para mantenerla viva; sin embargo, es de mencionar de que a pesar de que el número de nativos continúa disminuyendo alarmantemente, está también creciendo el interés en algunos de mantener la lengua viva. Algunas tentativas o proyectos en reducida escala de revitalizar el náhuat en El Salvador fueron iniciados en el curso del siglo XX. Para inicios del siglo XXI, el trabajo relevante incluye proyectos como el de la Asociación Coordinadora de Comunidades Indígenas de El Salvador y Universidad Don Bosco de San Salvador (que ha producido algunos materiales didácticos), y también cursos de idiomas en línea por Mónica Ward.
En 2004 se fundaría en Santo Domingo de Guzmán la Iniciativa para la Recuperación del Idioma Nawat (IRIN), la cual es una asociación conformada por indígenas de la localidad, tales como Genaro Ramírez (1933-2017) y Paula Vásquez, que ha realizado varias actividades encaminadas a la documentación difusión y preservación de la lengua, produciendo una amplia gama de materiales impresos. Uno de sus principales colaboradores fue el lingüista inglés Alan R. King (1954-2019) quien escribiría varios documentos para el estudio de la lengua, así como la traducción al náhuat de algunos textos; entre ellas se encuentran: Gramática Elemental del Náhuat (2004), Timumachtikan!: Curso de lengua náhuat para principiantes adultos (2011), Tajtaketza Pal Ijtzalku. Edición en línea de Alan R. King, basada en la obra de Leonhard Schultze Jena (2012), Panuk Tik Ijtzalku (Sejse cuentoj tik Nawat te uij) (2013), Taneshtilis Ipanpa Tay Ipal Muchi Tukniwan Nujme. Traducción al náhuat de la Declaración Universal de Derechos Humanos de la ONU. Edición bilingüe (2013), Curso de Gramática Náhuat (Ne Bibliaj Tik Nawat, NBTN) (2012/2014), On-line Nawat (Ne Nawat Matapan) (2014), etc.
Entre otras publicaciones sobre la lengua en el siglo XXI, se encuentran glosarios o vocabularios como: el Glosario cultural Pipil Nicarao (2014) de Rafael Lara-Martínez y Rick Mccallister, el Vocabulario castellano pipil, pípil kastíyan (2000) de Jorge Alfredo Calvo Pacheco, y el diccionario Nawat Mujmusta (2019) de Werner Hernández; así como también, ya con el uso del internet, se elaborarían materiales y textos en línea.
A pesar de que la constitución política de El Salvador en su artículo 62 reconoce las lenguas aborígenes como parte del «patrimonio cultural» y «objeto de preservación, difusión y respeto», el Estado no ha iniciado programas de preservación de los idiomas ancestrales. Sin embargo, debido a las iniciativas de comunidades y organizaciones indígenas como la Asociación Coordinadora de Comunidades Indígenas de El Salvador (ACCIES) y la Universidad Don Bosco ahora hay clases del idioma en algunas comunidades. En tres comunidades del departamento de Sonsonate —Cuisnahuat, San Ramón (municipio de San Antonio del Monte) y La Ceiba (municipio de Santa Catarina Masahuat)— fueron implementados programas de educación intercultural bilingüe con el náhuat como segunda lengua.
Según datos de la Secretaría de Asuntos Indígenas (CONCULTURA) para 1996 había aún unos 100 hablantes nativos, entre ellos 35 en Santo Domingo de Guzmán y 15 en Cuisnahuat. En San Ramón y La Ceiba, donde ya no hay hablantes nativos, un hablante de Cuisnahuat enseña su lengua ancestral. Otros poblados donde se enseña el idioma, en un programa financiado por la Fundación Círculo Solidario, son Nahuizalco, Izalco y Santo Domingo de Guzmán. Según la universidad de Don Bosco (2009), 3000 niños y jóvenes están incluidos en los proyectos de revitalización. En agosto de 2010 fue abierta una guardería de niños con programa de inmersión (monolingüe en náhuat) en la comunidad de Santo Domingo de Guzmán. En 2017, la Asamblea Legislativa de El Salvador declaró el 21 de febrero de cada año como el Día Nacional de la Lengua Náhuat.
Para diciembre del año 2022 había unos doscientos hablantes nativos del idioma, de los cuales 57 eran de Santo Domingo de Guzmán, según un censo realizado por el proyecto en línea llamado «Timumachtikan Nawat».

## Descripción lingüística

### Clasificación lingüística
Para la mayoría de los autores, los términos pipil y náhuat se utilizan para referirse a la lengua de América Central (El Salvador, Guatemala, Honduras, Nicaragua). Sin embargo, ambos términos (junto con el de náhuatl oriental) también se utiliza para referirse a las variantes nahuas meridionales de Veracruz, Tabasco y Chiapas, ya que han reducido el sonido de /tl/ a /t/.
Las variedades en estas tres áreas comparten mayores semejanzas con el náhuat que con las otras variedades del náhuatl (sugiriendo una conexión más cercana); sin embargo, Campbell (1985) considera al náhuat distinto al considerarla una lengua aparte del complejo del náhuatl, así rechazando un subgrupo meridional del náhuatl que incluya al náhuat.
Para otros autores, el término aztecano se utiliza para referirse a todos los idiomas en esta región como una sola lengua, no distinguiendo náhuat de náhuatl (y no igualando a veces la separación del pochuteco). Actualmente, las clasificaciones extensamente aceptadas de Suárez (1986) y de Canger (1988) consideran al pipil como un dialecto del idioma nahua o mexicano meridional. Los especialistas del pipil (Campbell, Fidias Jiménez, Geoffroy Rivas, King, Lemus, y Schultze, entre otros) tratan generalmente al pipil/náhuat como una lengua separada, por lo menos en la práctica. Ciertamente se relaciona de cerca con el moderno náhuatl, aunque no descienda directamente de este.

### Fonología
Las siguientes tablas muestran los fonemas del idioma nahuat.
|         | Anterior | Central | Posterior |
| ------- | -------- | ------- | --------- |
| Cerrada | i        |         | u (o)1    |
| Media   | e        |         |           |
| Abierta |          | ɑ       |           |

1. La realización de la vocal posterior oscila entre [o] y [u], pero el alófono predominante es la vocal cerrada ([u]).[59]

|             | Bilabial | Alveolar              | Palatal | Velar           | Labiovelar | Glotal |
| ----------- | -------- | --------------------- | ------- | --------------- | ---------- | ------ |
| Oclusivas   | p        | t                     |         | k [k], [g], [ɣ] | kw         | [ʔ]1   |
| Africadas   |          | tz [ts]               | ch [tʃ] |                 |            |        |
| Fricativas  |          | s                     | sh [ʃ]  |                 |            | j [h]  |
| Nasales     | m        | n [n], [ŋ]2, [m], [ɲ] |         |                 |            |        |
| Líquidas    |          | l                     |         |                 |            |        |
| Semivocales |          |                       | y       |                 | w [(ɣ)w]   |        |

1. La realización de la oclusiva glotal sucede al final de los enunciados que terminan en palabras que terminan en cualquier vocal. Como su realización es predecible, no hay ninguna letra que la represente en la ortografía.[60]
2. Cuando la nasal velar ([ŋ]) ocurre entre dos vocales se lo representa gráficamente mediante el dígrafo "nh".[61]

### Escritura
En cuanto a los trabajos que se han publicado sobre el idioma pipil desde inicios del siglo XX, los autores de estos raramente han utilizado un mismo sistema para transcribir los fonemas. La ortografía usada en este artículo es aquella de los materiales publicados recientemente por la Iniciativa de Recuperación del Idioma Nawat (por sus siglas, IRIN). La tabla a continuación muestra una comparación de este sistema con otros, aproximadente en orden cronológico.
| IRIN/ este artículo | Geoffroy Rivas/ Lemus | Campbell | Schultze Jena | Aproximación con la ortografía del español |
| ------------------- | --------------------- | -------- | ------------- | ------------------------------------------ |
| a                   | a                     | a        | a             | a                                          |
| e                   | e                     | e        | e             | e                                          |
| i                   | i                     | i        | i             | i                                          |
| u                   | u                     | u        | u             | u, o                                       |
| p                   | p                     | p        | p             | p                                          |
| t                   | t                     | t        | t             | t                                          |
| k                   | k                     | k        | k             | k, c, qu                                   |
| k                   | k                     | k        | g             | g, gu                                      |
| kw                  | q                     | kw       | ku            | ku, cu                                     |
| tz                  | z                     | ts       | ts            | tz, ts                                     |
| ch                  | c                     | ch       | č             | ch                                         |
| s                   | s                     | s        | s             | s, z, c                                    |
| sh                  | x                     | x        | š             | sh                                         |
| j                   | h                     | h        | χ             | j                                          |
| m                   | m                     | m        | m             | m                                          |
| n                   | n (m)                 | n (m)    | n, ń, m       | n (m)                                      |
| l                   | l                     | l        | l             | l                                          |
| y                   | y                     | y        | y (i)         | y (i)                                      |
| w                   | w                     | w        | u             | u, hu, ū                                   |

#### Breves ejemplos
Aquí está una lista de ejemplos en náhuat y su traducción en español:
| Frase en nahuat | Traducción al español |
| --- | --- |
| Yek peyna, naja ni José.                                                                                               | Buenos días, yo soy José. |
| Yek tiutak, ¿ken tinemi?.                                                                                              | Buenas tardes, ¿cómo estás? |
| ¿Ken mutukey? | ¿Cómo te llamas? |
| Naja nikpia nawi lala.                                                                                                 | Yo tengo cuatro naranjas. |
| Taja tik ne tamachtiluyan.                                                                                             | Vos estás en la escuela. |
| Naja nugustuj ne tzaput.                                                                                               | A mí me gusta el zapote. |
| ¿Tay mugustuj?/¿Tey mugustuj?                                                                                          | ¿Que te gusta? |
| Naja tik ne tiankis.                                                                                                   | Yo estoy en el mercado. |
| Nutukey María. | Mí nombre es María. |
| Nutamachtiani welit tajtaketza Nawat.                                                                                  | Mi maestro puede hablar Náhuat.                                                                                                   |
| Nusala itachishka kupuknaj wan nukotón itachishka kushushujnaj wan ne nukakti istak wan ne nuilpika itachishka tiltik. | Mi pantalón es de color marrón y mi camisa es de color celeste y mis zapatos son de color blanco y mi cinturón es de color negro. |
| ¿Kanka nemi ne muchan?                                                                                                 | ¿Donde está tu casa? |
| Numish igustuj ne michin.                                                                                              | Mi gato le gusta el pescado. |
| Tejemet tik ne tiankis.                                                                                                | Nosotros estamos en el mercado.                                                                                                   |
| Se awakat, ume kalat, yey matzaj, nawi masat, makwil kuat, chikwasen kukesh, chikume pelu.                             | Un aguacate, dos ranas, tres piñas, cuatro venedos, cinco serpientes, sies garrobos, siete perros.                                |
| Naja ninemi yek. | Estoy bien. |
| Nuchan nemi tik ne techan Witzapan.                                                                                    | Mi casa está en Sto. Domingo de Guzmán.                                                                                           |
| ¿Kanka tiwitz? | ¿Dónde vienes? |
| Ne sijsital wan ne metzti.                                                                                             | Las estrellas y la luna. |
| Ashan tunal se. | Hoy es lunes. |
| Yek tayua. | Buenas noches |

## Dialectología y variantes

### Diferencias con la lengua de los nicaraos
Para el tiempo de la conquista, había dos lenguas náhuat en Centroamérica: la primera, que usualmente se le denomina pipil, que se encontraba en los territorios de los actuales El Salvador, sudeste de Guatemala y de Honduras (ubicadas principalmente al sudoeste de Honduras y quizás también en la zona de los señoríos de Naco y Papayeca-Chapagua); y la segunda conformada por las variantes de Nicaragua, Costa Rica (ubicadas principalmente en Bagaces, provincia de Guanacaste), y de zonas del departamento hondureño de Choluteca, que usualmente se le denomina como nicarao (por el último gobernante del Señorío de Quauhcapolca). De las dos, es de la primera de la que hay más datos, debido a los diferentes trabajos lingüísticos realizados en El Salvador en el transcurso del tiempo.
Según Adolfo Costenla Umaña, al comparar los datos que se tiene de los nicarao (gracias a textos como El Güegüense, manuscrito del siglo XIX de una obra teatral de la época colonial) con el náhuat de El Salvador (estudiadas por Lyle Campbell en la década de 1970), se puede inferir que está lengua se caracteriza por:
1. Fundir la /n/ con cero a final de palabra. Ejemplo: teoba 'casa de oración' (que en el náhuat de El Salvador, en adelante NES, se dice tiupan), nanci 'nance' (en NES nan). Esto es algo que también sucede en algunos topónimos de El Salvador que terminan en -apa y no en -apan, como es el caso de Comalapa, Nejapa, Michapa, etc; asimismo, en algunas palabras del Nicarao esto no se cumple, como en tecuan 'jaguar' (en NES tekwani).
2. Fundir la /ch/ preconsonántica con /sh/. Ejemplo: toste 'conejo' (en NES tuchti), sochit 'flor' (en NES shuchit). Esto es algo muy común en las diferentes lenguas nahuas, en el NES se puede ver en palabras como tzipit 'cipote o muchacho'; también hay nombres de lugares o cosas en Nicaragua donde esto no sucede, como en: sacuanjoche o Jinotega, que cuentan con el fonema /sh/ escrito como 'j'.
3. Pérdida del alomorfo /-li/ del sufijo absolutivo cuando éste se presentaba precedido por temas polisilábicos terminados en /l/, manteniéndolo únicamente cuando el tema precedente terminado en /l/ era monosilábico; que, por lo general, el NES perdería en todos los casos. Ejemplo: cali 'casa' (en NES kal), tonal 'sol, espíritu' (en NES tunal).
4. Es posible que los pronombres usados por el Nicarao deriven de los del náhuatl central, diferenciándose en ese sentido del NES. Así el pronombre 'yo' sería negua (en el náhuatl central neuatl y en NES naja) y 'tu' sería teba (náhuatl clásico tehuatl, y NES taja); como se puede ver en frases como: teba teba xuya (recogida por Gonzalo Fernández de Oviedo en el siglo XVI, y que significaría 'bueno vete'; y según Walter Lehmann, a inicios del siglo XX, su significado sería 'tu, tu, vete'), asuyungua me negua (proveniente de El Güegüense, y que significa 'déjame revelarme'). También es posibles que esas palabras sean cognados del NES provenientes de ni-yawi 'me voy' y tewan 'compañero', o de ni-wan 'y yo, conmigo', ti-wan 'y tú, contigo'.
5. En el vocabulario, el nicarao parece no compartir algunas particularidades muy características de las variantes del náhuat en El Salvador (por lo menos de las que se tiene conocimiento). Ejemplo: quiawit o Quiavit (el primero como signo calendárico y el segundo como nombre propio) 'lluvia' (en NES wetzi at o también kimaka at y dependiendo de como sea la lluvia se le antecede una palabra descriptiva; para huracán también existe la palabra ajkayawit); así como en palabras compuestas en NES, kwawi(t) 'árbol o leña' se reduce a veces a ku(j)- (kujtan o kojtan 'bosque o campo', kunakast 'conacaste', kupinul 'copinol', kutush 'cotuza') mientras que en Nicarao generalmente se reduce a wa- (como se ve en wanakaste 'guanacaste', wapinul 'guapinol', watuza 'guatuza'), aunque también hay topónimos de Nicaragua que utilizan kwa- (Cuacuyu, Cuajiniquiñil, Cuajinicuilapa, etc).[62][5]

Sobre el motivo de estas diferencias, hay varias hipótesis al respecto. Para William Fowler y Robert Carmack, tomando en cuenta los datos arqueológicos de El Salvador, los nicaraos provendrían de las poblaciones asentadas en El Salvador que fueron desplazada por la migración de los nonoalcas y la destrucción de sitios como Cihuatán. Otra hipótesis la plantea Adolfo Costenla Umaña, quien postula que dichas diferencias se deben a que por un lado, a diferencia de El Salvador (donde llegarían varias migraciones nahuas a lo largo del posclásico temprano, 900 a 1200 d. C.), a Nicaragua llegarían únicamente la última migración de nahuahablantes (la de los nonoalcas, que en El Salvador fundarían la ciudad de Cuzcatlán), en lo que se conoce como el período Ometepe del área de la Gran Nicoya (1200 a 1524 d. C.), y quienes según Umaña tendrían en su lengua varios rasgos provenientes del náhuatl central que en su mayoría desaparecerían en el náhuat de El Salvador (por lo menos en las variantes que se conoce; al ser los recién llegados asimilados por la población nahua preexistente) mientras que en Nicaragua permanecerían en mayor medida; y por otro lado, por la diferencia de substratos lingüísticos en el norte de Centroamérica (Guatemala, El Salvador y Honduras) y en el sur (Nicaragua y Costa Rica), mientras que en el norte se hablaban lenguas mayas, lencas, xincas, mangue-chorotegas y tolupanes, en el sur había mangue-chorotegas, sutiavas, misumalpas (matagalpas, sumos o mayagna, etc) y chibchas (corobicís, guatusos, huétares, etc.).
Las diferencias propias del nicarao con el náhuat de El Salvador al final son mínimas y no impediría la comunicación entre los hablantes de las dos lenguas. Pudiéndose tener una aproximación más fácil a una lectura fidedigna de textos como El Güegüence a través del náhuat de El Salvador que por el náhuatl central.

### Variantes de El Salvador
Los lugares en donde el pipil fue reportado por Campbell según lo hablado en los años 70 incluyen los siguientes:
| - Concepción de Ataco - Chiltiupán - Comasagua - Cuisnahuat - Izalco | - Jicalapa - Juayúa - Nahulingo - Nahuizalco - Santa Catarina Masahuat | - Santa Isabel Ishuatán - Santo Domingo de Guzmán - Tacuba - Teotepeque |

Cada uno de los cuales tenía su propia variante que en su mayoría contaban con unos pocos hablantes mayores, a excepción de las de Cuisnahuat y Santo Domingo de Guzmán. En el primero Campbell contabilizaría unos 40 hablantes de edad avanzada, mientras que en Santo Domingo había muchos hablantes mayores y una o dos familias con niños que estaban aprendiendo el idioma; por ello, Campbell basaría su trabajo principalmente de las variantes de Cuisnahuat y Santo Domingo de Guzmán, siendo esta última la más documentada y la que principalmente se enseña.
Entre las características que Campbell encontraría en las variantes que logró analizar (tomando la variante de Santo Domingo de Guzmán, en adelante SDG, como estándar), están:
- En Chiltiupan, el sonido /ts/ (que en la ortografía actual se escribe tz) tiende a cambiar a /s/ (s). Ejemplo: saput 'zapote' (en SDG tzaput), sutzukul 'cantarro' (en SDG tzutzukul).
- En Concepción de Ataco, el sonido de las vocales /i/ y /u/ se ha perdido entre oclusivas y semivocales. Ejemplo: kat 'serpiente' (en SDG kuat), malta 'bañarse' (en SDG maltia).
- En Jicalapa la /l/ final es siempre muda; mientras que en Cuisnahuat alterna libremente entre sonora y muda; y en Teotepeque es muda en todos los casos, no solo al final. Esta característica de la /l/ muda, al final o ante consonante, proviene probablemente del protonahua, siendo por ende la condición original de la lengua.
- En Jicalapa la /l/ es palatizada (soñando como /ly/, es decir como la /ll/ sin yeísmo) y al final de las palabras es prepalatizada (con un sonido como la /y/ en yo). Así por ejemplo: pelu 'perro' se pronunciaría /pelyu/, elut 'elote o fruto del maíz' /elyut/, tunal 'sol o espíritu' /tunay/, kal 'casa' /kay/.
- En Teotepeque, la /sh/ ha cambiado a /s/ (una consonante fricativa retrorefleja) y se encuentra en variación libre con /rr/; esto último, según Campbell, es debido a la influencia del español. Ejemplos: Shuchit 'flor' se pronunciaría /suchit/ o /ruchit/, shulet 'viejo o anciano' /suet/ o /ruet/ (ya que como se dijo anteriormente, en Teotepeque la /l/ es muda en todos los casos).
- En Teotepeque y Comayagua, tienen /a/ antes de /y/ en raíces monosilábicas donde las demás variantes tienen /e/. Ejemplos: may 'mano' (en SDG mey), kway 'falda' (en SDG kwey).
- La pronunciación de la /k/ difiere en muchas de las variantes. En Santo Domingo de Guzmán se pronuncia como /g/ inicialmente, intervocalmente y después de /n/; en Cuisnahuat la /k/ es sonora y a veces se pronuncia como /g/ entre dos vocales cuando la primera es larga o cuando ambas son /a/; en Tacuba se pronuncia como /g/ entre dos vocales; en Izalco, Nahuizalco y Santa Catarina Masahuat se tiene identificado el sonido sordo /k/ en muchos contextos fonológicos (sobre todo a principios de la palabra) y el sonido /g/ aparece en varios sustantivos y varios morfemas verbales (como el prefijo de marcador de objeto ki- [gi-]); y en las demás variantes la /k/ es mantenida sin cambios.[8][64][66]

Adicionalmente al trabajo de Campbell, se ha identificado que en Cuisnahuat existen realmente dos variantes, que son: la variante A (que presenta como sonidos prevalentes la [k] y [o]) y la variante B (que tiene los sonidos [k] y [g] y [o] y [u]). La variante A es la más representativa de esa población para inicios del siglo XXI, mientras que la variante B sería la utilizada por el indígena Eugenio Valencia en su escrito Nikmati ume tatikpak: conozco dos mundos.

#### Regiones dialectales
En el año 2004, basado en varias isoglosas, el lingüista Alan Roy King agruparía las variantes estudiadas por Campbell en dos áreas dialectales: el dialecto de las tierras altas (en el que se encuentran aquellas provenientes de las poblaciones situadas a lo largo de la sierra de Apaneca Lamatepec, como Izalco, Nahuizalco o Tacuba) y los dialectos de las tierras bajas (que incluyen a Cuisnahuat y Santo Domingo de Guzmán); sin embargo; debido a las diferencias en la variante de Santo Domingo de Guzmán, se podría considerar a esta como otro dialecto.
En 2019, tomando como isoglosas del náhuat salvadoreño la variación del sonido vocálico [o] y [u] y la variación entre [k] y [g], Gary Quintanilla y Carlos Ruiz agruparon las variantes dialectales en 3 regiones, de la siguiente forma:
| Región                | Variante                                                                               |
| --------------------- | -------------------------------------------------------------------------------------- |
| Cordillera de Apaneca | - Ataco y Tacuba - Santo Domingo de Guzmán - Variante B de Cuisnahuat                  |
| los Izalcos           | - los Izalcos: Izalco Nahuizalco y Santa Catarina Nasahuat                             |
| Costa del Bálsamo     | - Variante A de Cuisnahuat - Cordillera del Bálsamo: Teotepeque, Jicalapa y Chiltiupán |

## Publicaciones

### Ne kunetatuketianitzin: El Principito versión en náhuat y español
Es el primer título náhuat-español y el primero de la colección Yultaketza. Se publicó el 21 de febrero de 2022, y es la primera edición náhuat-español del libro “El principito”, del escritor francés Antoine de Saint-Exupéry, en el marco del Día Nacional de la Lengua Náhuat y del Día Internacional de la Lengua Materna.
Fue traducido por Valentín Ramírez, traductor de “El Principito” o “Ne Kunetatuktianitzin”, y su proceso de traducción comenzó por el 2012, pero que fue en los por 2022 que tradujo la obra, para lo que contó con el apoyo de familiares y amigos de Santo Domingo de Guzmán, entre ellos su tío Genaro Ramírez, su madre Gregoria García, la nantzin (lo que en náhuat significa una mujer de respeto, o cuya traducción más cercana es 'doña') Paula López, hablante nativa, así como otros hablantes.

### Nechilwiat katka ka seujti (me contaban que una vez)
Es el segundo título náhuat-español que se publica como parte de la colección Yultaketza que reúne 52 relatos traducidos al español que fueron recogidos de nahuahablantes de Santo Domingo de Guzmán. Se publicó el 21 de febrero del 2023; la estructura del libro está dividida en 10 apartados, cada uno de los cuales cuenta con una introducción hecha por el compilador, que cuentan de brujos, enanos, gigantes y que conectan con el sentido mágico de la flora y fauna. La recopilación y traducción de los relatos, contados originalmente en la lengua materna de los informantes, estuvo a cargo del neohablante Josué Ramos, quien a lo largo de cinco años recogió las historias contadas por Visitación y Felipe García, María López, Francisco e Isabel Ramírez, Fidelina Cortez y Antonia Ramírez.

## Día de la lengua materna y de la lengua náhuat
El día internacional de la lengua materna se celebra cada 21 de febrero desde el año de 1999, con la finalidad de reconocer el valor de la diversidad lingüística en el mundo; mientras que el día nacional de la lengua náhuat se celebra en El Salvador desde el 2017, como una forma de reconocer y promocionar la lengua que aún se encuentra viva en las comunidades indígenas del occidente del país.
La Asamblea Legislativa aprobó por medio del decreto N.º 598 que el 21 de febrero de cada año se declare como el "día nacional de la lengua náhuat", en reconocimiento y promoción al aporte que dicha expresión lingüística brinda a la cultura salvadoreña y dándole cumplimiento al artículo 62 de la Constitución, donde se establece que las lenguas autóctonas forman parte del patrimonio y deberán ser objeto de preservación.